# Herbst-Knotenblume
Die Herbst-Knotenblume (Acis autumnalis) ist eine Pflanzenart aus der Gattung Acis innerhalb der Familie der Amaryllisgewächse (Amaryllidaceae).

## Beschreibung

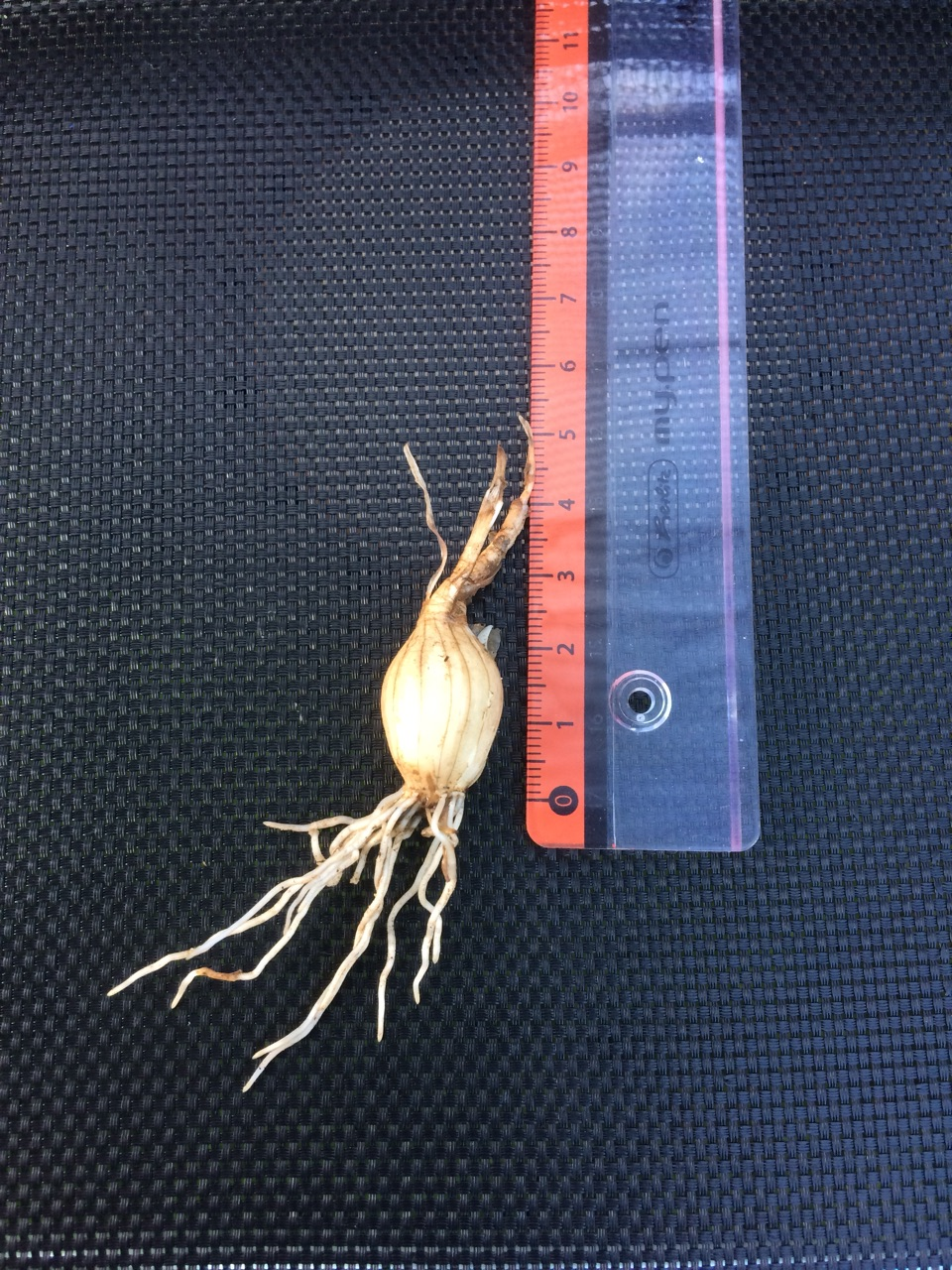
Zwiebel

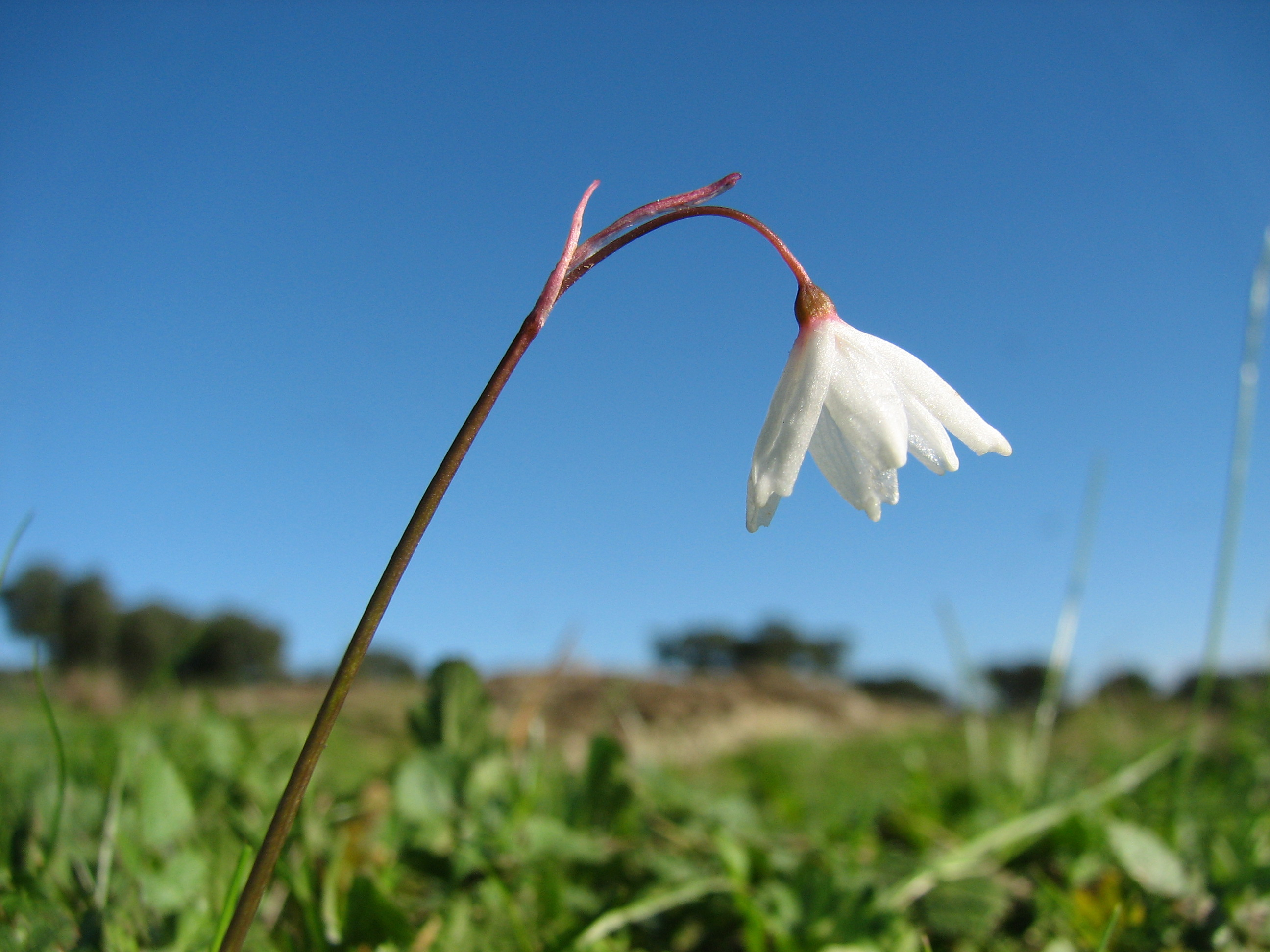
Blütenstandsschaft, Hochblatt, Blütenstiel und Blüte im Detail

### Vegetative Merkmale
Die Herbst-Knotenblume ist eine ausdauernde, krautige Pflanze. Sie bildet als Überdauerungsorgan eine Zwiebel aus. Die Zwiebel ist etwa 5 Zentimeter groß, hellbraun und hat eine langgezogene Spitze, die sie eine gewisse Ähnlichkeit mit einer Zipfelmütze aufweisen lässt.
Die grundständigen Laubblätter sind zuerst aufrecht, liegen aber später häufig auf dem Boden auf. Die parallelnervige, einfache und sehr dünne, grasähnliche Blattspreite etwa 16 Zentimeter lang sowie etwa 3 Millimeter breit.

### Generative Merkmale
Bis zu vier Blüten befinden sich in einem 10 bis 15 Zentimeter hohen, rötlich-braunen, hängenden rispigen Blütenstand mit einem Hochblatt. Der etwa 2 Zentimeter lange Blütenstiel ist rötlich-braun.
Die zwittrigen Blüten sind radiärsymmetrisch und dreizählig. Die sechs weißen Blütenhüllblätter mit einem rötlichen Stich vor allem an ihrer Basis sind glockenförmig verwachsen und bis zu 2 Zentimeter lang. Der unterständige Fruchtknoten ist rötlich-braun Die Blüten riechen schokoladenartig.
Die dreispaltige Kapselfrucht und bis zu 20 kleine, schwarze Samen.

## Ökologe und Phänologie
Es handelt sich um einen Geophyten. Die Vegetationsperiode dauert von Spätsommer bis in den Frühling an, wobei die Laubblätter normalerweise erst nach den Blüten austreiben. Die Zwiebeln befinden sich 5 bis 7 Zentimeter tief im Boden. Sie vermehren sich bei manchen Formen mitunter stark durch Tochterzwiebeln.
Die Laubblätter erscheinen gegen Ende oder kurz nach der Blütezeit und ziehen im Frühling wieder ein.

## Vorkommen
Die Herbst-Knotenblume ist ein mediterranes Florenelement. Sie ist im westlichen bis westlichen-zentralen Mittelmeerraum verbreitet. Sie kommt auf der südlichen sowie zentralen Iberischen Halbinsel, auf Sardinien und Sizilien sowie in Nordafrika, dort von Marokko entlang der Küste bis nach Tunesien, vor. Sie gedeiht am besten auf offenen, sommertrockenen und sonnenexponierten Standorten auf Hängen mit sandig-steinigen Lehmböden.

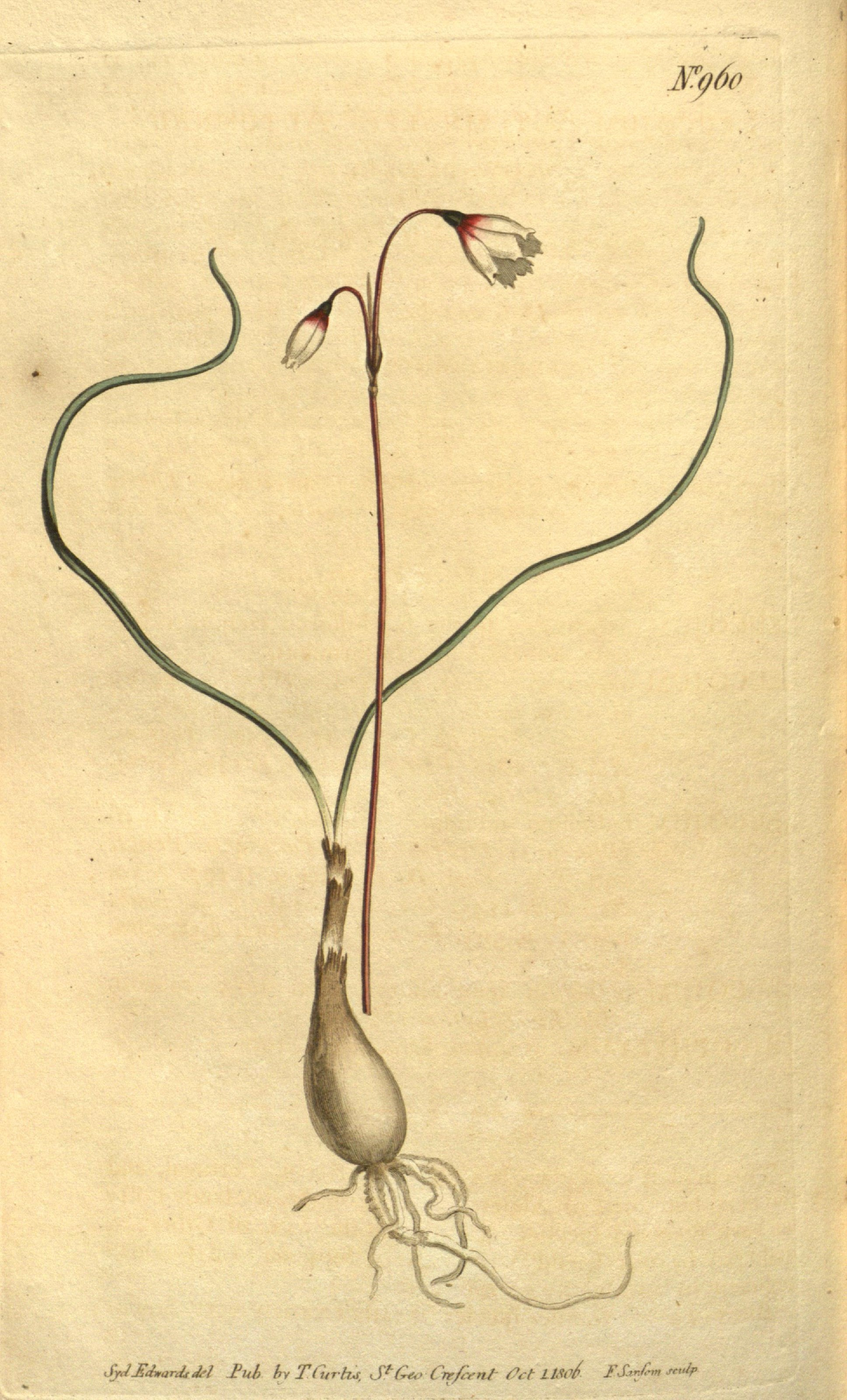
Illustration aus Curtis's Botanical Magazine, 1806

## Taxonomie
Die Erstveröffentlichung erfolgte 1753 unter dem Namen (Basionym) Leucojum autumnale L. durch Carl von Linné in Species Plantarum, 1, Seite 289. Die Neukombination zu Acis autumnalis (L.) Sweet wurde 1829 durch Robert Sweet in The British Flower Garden, ..., Volume 3, Tafel 297 veröffentlicht. Weitere Synonyme für Acis autumnalis (L.) Sweet sind: Ruminia hyemalis Parl. nom. illeg., Leucojum auctumnale J.F.Gmel. orth. var., Leucojum autumnale var. oporanthum (Jord. & Fourr.) Maire in É.Jahandiez & al., Leucojum autumnale var. pulchellum (Jord. & Fourr.) Maire in É.Jahandiez & al., Leucojum autumnale var. diphyllum Maire.
Acis autumnalis (L.) Sweet wurde zusammen mit den neun anderen Arten von der Gattung der (Leucojum) abgespalten, deshalb ist Leucojum autumnale L. ein Synonym.

## Systematik
Je nach Autor gibt es von Acis autumnalis etwa drei Varietäten, die teilweise auch als eigene Arten geführt werden oder Synonyme von Acis autumnalis (L.) Sweet sind:
- Acis autumnalis (L.) Sweet var. autumnalis: Sie ist ein Synonym von Acis autumnalis (L.) Sweet[3]
- Acis autumnalis var. oporantha (Jord. & Fourr.) Lledó, A.P.Davis & M.B.Crespo → Acis oporantha Jord. & Fourr.: Sie ist ein Synonym von Acis autumnalis (L.) Sweet[3]
- Acis autumnalis var. pulchella (Jord. & Fourr.) Lledó, A.P.Davis & M.B.Crespo → Acis pulchella Jord. & Fourr.: Sie ist ein Synonym von Acis autumnalis (L.) Sweet[3]

## Verwendung
Die Herbst-Knotenblume wird bei Liebhabern von Zwiebelpflanzen als Zierpflanze verwendet, die wesentlich einfacher in Kultur ist als die anderen Mitglieder der Gattung Acis. Sie ist mit leichtem Schutz auch in den milderen Regionen Deutschlands ausreichend frosthart und bildet an ihr zusagenden Standorten durch Samen und/oder Tochterzwiebeln schnell kleine Bestände. Sie ist weltweit bei Kennern und Liebhabern in Sammlungen zu finden.